# Les Amants du pont Saint-Jean
Pour plus de détails, voir Fiche technique et Distribution.
Les Amants du pont Saint-Jean est un film français, réalisé par Henri Decoin, sorti en 1947.

## Synopsis
Pilou et Augusta sont amoureux, mais le père d'Augusta, le maire bigot de Saint-Jean, petite ville en bordure du Rhône, voit cette union d'un mauvais œil. Sa réprobation s'adresse moins au garçon qu'à ses parents, Alcide (Michel Simon) et Maryse (Gaby Morlay) Garonne, des marginaux vivant en concubinage. 
Pilou et Augusta s'enfuient. 
Finalement, le maire accepte leur union à condition que les parents de Pilou régularisent leur situation par le mariage. Ce qu'ils font. Mais, après avoir convolé, les jeunes amoureux se séparent.
La mère de Pilou, Maryse, fait une chute et meurt sur la berge du Rhône. Cet accident fatal le sera aussi pour son mari, Alcide, qui se jette de désespoir dans le fleuve.

## Fiche technique
- Titre original : Les Amants du pont Saint-Jean
- Réalisation : Henri Decoin, assisté de Hervé Bromberger
- Scénario et dialogues : Jean Aurenche, René Wheeler
- Photographie : Jacques Lemare
- Montage : Yvonne Martin
- Musique : Henri Verdun
- Décors : Émile Alex
- Son : Robert Teisseire
- Cameraman : G. Rault
- Assistants-opérateurs : 1) Luc Mirot, 2) Gilbert Sarthre
- Photographe de plateau : Igor Kalinine
- Script-girl : Marie-Thérèse Cabon
- Producteurs : Gustave Jif, Adolphe-Abraham Landau
- Directeur de production : Constantin Geftman
- Régie générale : André Roy, A. Laurier
- Pays de production :  France
- Format :  Noir et blanc - 1,37:1 - 35 mm - Son mono
- Genre : Film dramatique
- Durée : 92 minutes (1 h 32)
- Date de sortie :
  - France : 24 décembre 1947
- Numéro de visa : 5966
- Affiche : Pierre Segogne (France)

## Distribution
- Gaby Morlay : Maryse
- Michel Simon : Alcide Garonne, le passeur-braconnier qui vit avec Maryse sans être marié
- Nadine Alari : Augusta Boiron, la fille du maire, amoureuse de Pilou
- Odette Barencey : Amélie
- Pauline Carton : Tante Marguerite, la sœur religieuse du maire
- Marc Cassot : Gustave Garonne dit « Pilou », le fils ouvrier d'Alcide, amoureux d'Augusta
- R.J. Chauffard : le menuisier
- André Darnay : Amédée Boiron, le maire de Saint-Jean, père d'Augusta
- Pierre Darteuil : Rival, un habitant de Saint-Jean
- Pierre Ferval
- Paul Frankeur : Georges Girard, le cafetier
- René Génin : Labique, un fripier ami d'Alcide
- Camille Guérini : le brigadier de gendarmerie
- Geneviève Morel : la bonne
- Madeleine Suffel : la parente du noyé
- Albert Rémy : le beau-frère du noyé
- Jean Sylvère
- Renée d'Yd : Joséphine Girard, la femme du cafetier
- Émile Chopitel
- Marcel Demars
- Henri Chochillon

## Récompenses et distinctions
Le film a été présenté en sélection officielle en compétition au Festival de Cannes 1947.